# فرودگاه یانگ‌استون-وارن ایر
فرودگاه یانگ‌استون-وارن ایر (به انگلیسی: Youngstown-Warren Air Reserve Station) یک فرودگاه ایستگاه رزرو هوایی است . این فرودگاه در کشور ایالات متحده آمریکا قرار دارد .